# Хамза Орловић
Хамза Орловић (познат и као Хамза Хали Бошњак; † 1573) из Горње Тузле, био је оснивач хамзевијске секте ислама, познате као Хамзевијски ислам. Живео је у 16. вијеку. 
Турски писци означавају Хамзу Бошњака као представника меламијске (одметничке) фракције бајрамских дервиша, чији се обреди темеље на собету, а посебно су били противни обреду свирке. Хамза се сиромашно облачио, попут обичног народа и често је постио.
Хемзевијама се приговарало да нису обављали вјерске обреде. Они су веровали да на одређеном стадијуму у тражењу сједињења са Богом постаје сувишно одржавање обреда како то чине „обични“ вјерници. За хемзевије је карактеристично одбацивање музике (сема), дервишких плесова, дервишке одјеће и зикра. Борили су се против постојећег друштвено-политичког стања, док су идеал видјели у враћању првобитном исламу. Сматра се да се Хамзевијски ислам састојао од мјешовитих исламских и хришћанских, односно богумилских, утицаја. Са јавним присталицама Хамзе Бошњака се сурово обрачунавао тадашњи везир Мехмед-паша Соколовић.
Хамза је одведен у Цариград, где је испитиван и осуђен због свог учења. Тадашњи шехјх-ул-ислам Ебу Сууд га оптужује као зиндика (јеретика) и мулхида (кривовјерца). У смртној пресуди Хамзи Бошњаку се каже следеће: „Будући да је утврђено да је он износио неке назоре, којима се вријеђа част нашег пејгамбера и да је утврђено његово потпуно нијекање проживљавања и судњег дана, а то све с праведним свједоцима детаљно против њега доказано, осудих да је допуштено погубити овог отпадника, након што је размотрено његово учење.“ Због великог броја присталица међу јањичарима у Истанбулу, велики везир Мехмед паша Соколовић тајно погубљује Хамзу Бошњака, 6. јуна 1573. 
Хамзиног егзекутора, Мехмед пашу Соколовића је 11. октобра 1579. у његовом сарају убио дервиш, поријеклом из Босне, који је по неким писцима био припадник хамзевијског реда. 
Хамзевијска секта је дјеловала још пуна два стољећа после Хамзине смрти, а број њених присталица према Османским подацима у 17. стољећу износи осамдесет хиљада људи.